# Jóna Magda
Jóna Magdolna Erzsébet (Újpest, 1934. augusztus 14. – Budapest, 1993. április 15.) világbajnok magyar kézilabdázó.
15 évesen kezdett egyesületben atletizálni az egykori Phöbus SE-nél (Phöbus Villamos Vállalatok Rt. - ma az ottani részleg Újpesti Erőmű néven ismert). Futóként volt a legeredményesebb 1949-ben, de gerelyhajításban is kitűnt. Az atlétika mellett az Újpesti Gyapjúszövőgyár nagypályás kézilabda egyesületét is segítette kapus poszton. Innen Nádasdi Lajos, a Bp. Vörös Meteor válogatott játékosa, a női ifi-csapat edzője vitte ki a mezőnybe nagy dobásai miatt, s a lövések fortélyait is megtanította neki. Ekkor Budavidék-Újpesti Posztógyár néven (röviden Budavidék) szerepeltek. 
1950 végén a terembajnokságra az újonnan alakult kispályás női csapat Újpesti Gyapjú néven nevezett. 1952-ben már a Budapest I. osztályban játszottak, majd az elsőnek tekinthető Nemzeti Bajnokságban 1957-ben (NB - 1954-ben már volt egy hasonló rendszerű kísérleti lebonyolítás) a legmagasabb szinten, az NB I-ben kaptak lehetőséget. Ekkor 7., 1958-ban 10. helyen végeztek és mindkétszer a legtöbb gólt kapták, de emellett nagyon sokat lőttek is: 1958-ban például 150-et, ami kimagaslóan a legtöbb volt az az évi bajnokságban. A gólzáporos eredményhez jelentősen hozzájárult Jóna Magda, aki magas, kemény kötésű, nagy teherbírású, technikás, gólra törő játékos volt. Nagy erejű szabaddobásaitól és a kapunak háttal, nyújtott karral fej fölül eleresztett svédcsavarjaitól rettegtek a védők és a kapusok.
Az 1959-es idényre leigazolta a Győri Vasas ETO. Meg is nyerték a bajnokságot, Jóna Magda pedig 102 góllal a gólkirálynői címet is megszerezte. Egymaga többet lőtt, mint a 2. és 3. együttvéve (azaz 50+47, csapata 225 góljának csaknem felét dobta). 1960-ban újra ő a legjobb góllövő, de a csapat "csak" 2. lett. Ezután Magda visszatért Újpestre, hogy az időközben a másodosztályba kiesett nevelőegyesületét segítse visszajutni az élvonalba. Ez azonban két év alatt sem sikerült.
A következő, 1963-as évadra a korszak sztárcsapatához, az 1960 óta sorozatos bajnok Budapesti Spartacus SC-hez szerződött. Itt Nádori Pál irányítása alatt tovább növelte bajnoki érmeinek és gólkirálynői címeinek számát. 1963-ban magyar kupagyőztes (MNK), az NB 1-ben összesen négyszer gólkirálynő (1959, 1960, 1963, 1964), 1965-ben a BEK-ben második, 1964-ben és 1966-ban elődöntős. 1967 áprilisában lemondott a válogatottbeli szereplésről. A bajnoki szezon végén pedig klubjától, a Bp. Spartacustól is elköszönt. Levezetésképpen még edzette az egyesület fiú ificsapatát, és alsóbb osztályban néhány mérkőzés erejéig vállalt játékot.   
Pályafutása alatt részt vett az első három női világbajnokságon Török Bódog sikeredző vezényletével: 1957-ben második, 1962-ben ötödik, 1965-ben világbajnok volt. 81 válogatott mérkőzésen 204 gólt szerzett. Ebből a Magyar Kézilabda Szövetség 44 válogatottságot ismer el hivatalosan. (DE! Már 1965-ben a VB-elődöntő előtt a pályán felköszöntötték az 50. alkalmából! Kispályán pedig a döntő volt az 50. jubileumi válogatott mérkőzése, melyet végül aranyéremmel koronáztak meg. Mivel Jóna Magdát egyszer nagypályán is beválogatták, a sportújság VB-tablóján zárójelben már akkor 51 válogatottság szerepelt.) 
Tagja volt az 1957-es világválogatottnak is.
Újpesten a Megyeri úti sírkert 35-ös parcellájában nyugszik.

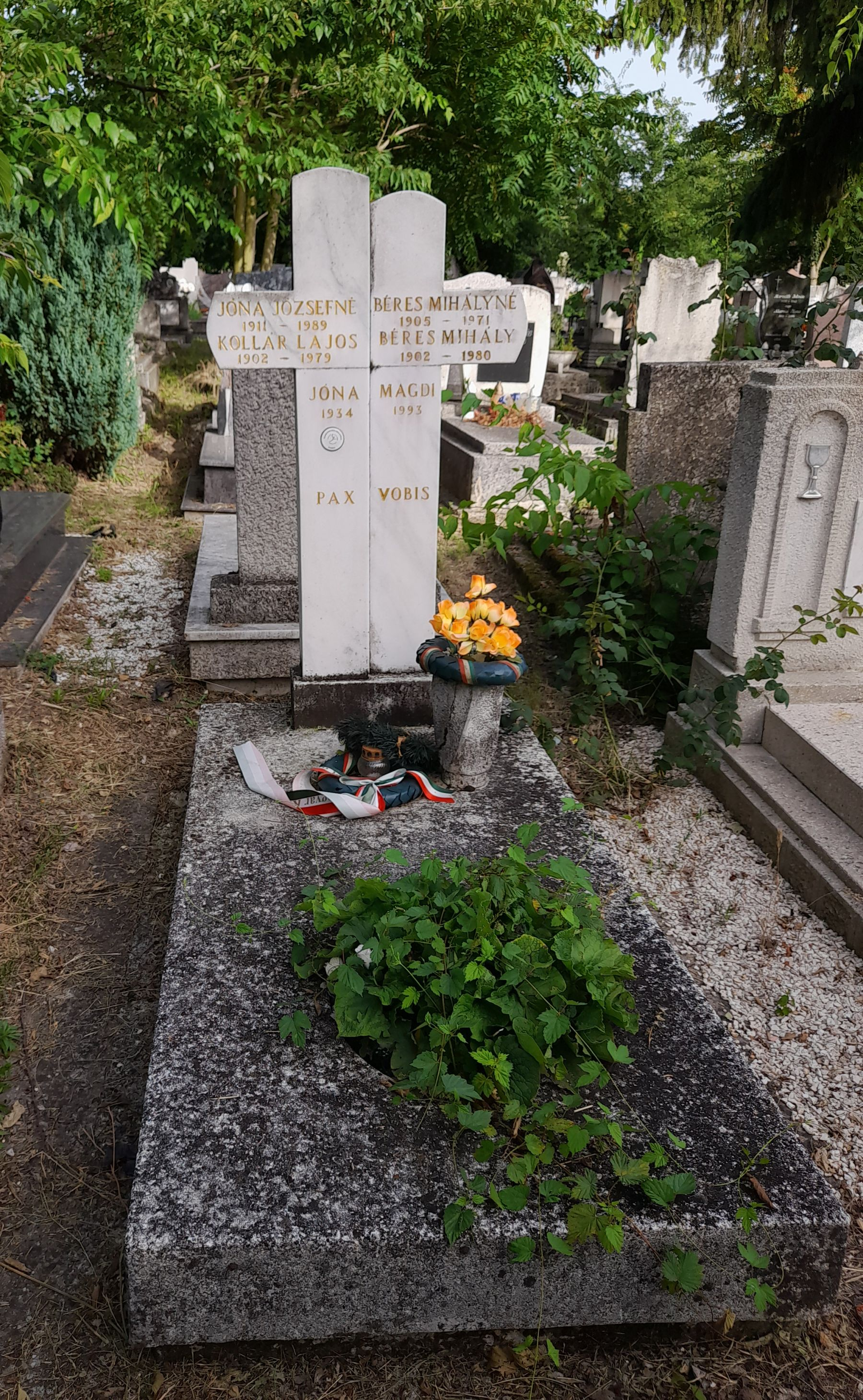
Sírja a Megyeri temetőben (35. parcella)